# Cribrodyschirius
Cribrodyschirius is een geslacht van kevers uit de familie van de loopkevers (Carabidae). De wetenschappelijke naam van het geslacht is voor het eerst geldig gepubliceerd in 1952 door Bruneau de Mire.

## Soorten
Het geslacht Cribrodyschirius omvat de volgende soorten:
- Cribrodyschirius basilewskyi Fedorenko, 1991
- Cribrodyschirius congoensis (Rousseau, 1905)
- Cribrodyschirius gibbicollis (Fairmaire, 1897)
- Cribrodyschirius guineensis Fedorenko, 1999
- Cribrodyschirius jeanneli (Basilewsky, 1948)
- Cribrodyschirius mocquerysi (Jeannel, 1946)
- Cribrodyschirius porosus Putzeys, 1877
- Cribrodyschirius puncticollis (Peringuey, 1896)